# Rite tridentin
Vous lisez un « article de qualité » labellisé en 2006.
« Messe en latin » redirige ici. Pour les liturgies en latin en général, voir Rite latin.
 (août 2021).

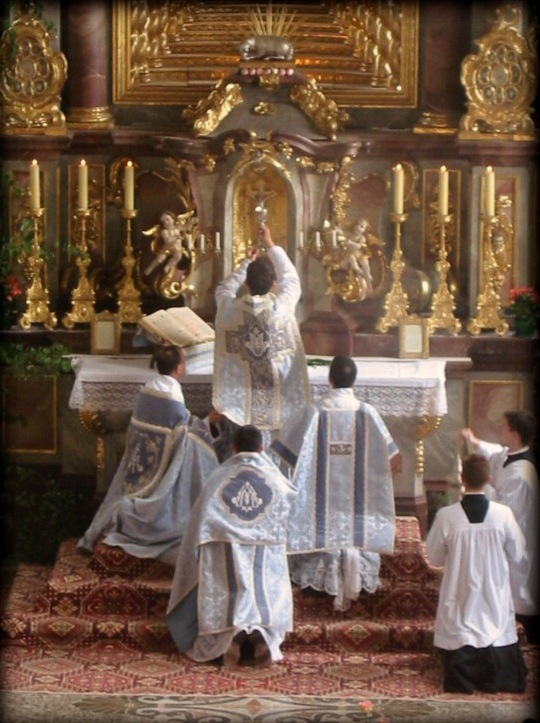
Élévation du calice après la consécration durant une messe célébrée par la Fraternité sacerdotale Saint-Pierre.

Le rite tridentin est, dans la liturgie catholique, la liturgie telle que codifiée à la suite du concile de Trente et employée de manière canonique par la plus grande partie de l'Église latine jusqu'à la réforme liturgique opérée par Paul VI à la fin des années 1960 dans le contexte du concile Vatican II, initié par Jean XXIII. En 2021, le pape François limite drastiquement l'usage du rite tridentin qu'avait permis son prédécesseur Benoît XVI.
L'adjectif « tridentin » (de Trente en Italie) est appliqué à cette forme du rite romain, parce que le concile de Trente dans sa dernière session du 4 décembre 1563 a notamment confié au pape Pie IV d'achever et publier, conformément à son jugement et son autorité, les travaux des commissions du concile sur le missel et le bréviaire. Son successeur Pie V a publié le Catéchisme du concile de Trente en 1566, le Bréviaire romain le 9 juillet 1568 (bulle Quod a nobis), et le Missel romain le 14 juillet 1570 (bulle Quo primum). D'autres éléments du rite tridentin (c'est-à-dire l'époque du rite romain successive au Concile de Trente) sont le Pontifical romain, le Cérémonial des évêques, le Martyrologe romain et le Rituel romain.
Ces textes du missel et du bréviaire étaient en grande partie des révisions basées sur des œuvres existantes, œuvres produites non par l'Église mais par initiative privée et dont la vaste diffusion a été rendue possible par la toute récente invention de l'imprimerie moderne. La première édition d'un livre portant le titre Missale Romanum a été produite à Milan en 1474 à une vingtaine d'années des premières productions de Johannes Gutenberg.

## Usages
En 1568, le pape Pie V (1566-1572) a rendu obligatoire l’utilisation de ses textes du bréviaire et du missel dans toute l’Église latine, en faisant exception uniquement pour les lieux et les communautés où un autre rite a été célébré pendant plus de deux cents ans. C’est ainsi que, entre autres, le rite ambrosien, le rite mozarabe et les rites de plusieurs instituts religieux ont pu continuer légalement leur existence. Sauf ces exceptions, dans toute l'Église latine on célébrait la messe en utilisant les éditions successives du Missel romain qui s'intitulait Missale Romanum ex decreto sacrosancti Concilii Tridentini restitutum (Missel romain, restauré par décret du très saint Concile de Trente), jusqu'à ce que le texte du Bréviaire romain soit radicalement modifié en 1911 par Pie X, qui a fixé la date du 1er janvier 1913 comme délai dans lequel l'ancien texte devait être abandonné et le nouveau mis en usage.
En 1970, parait la première édition du missel qui fait référence au Concile Vatican II et non plus au Concile de Trente : Missale Romanum ex decreto sacrosancti œcumenici Concilii Vaticani II instauratum. De ce Missel on a publié entre 1970 et 2002 trois éditions, dont la troisième a comme titre complet Missale Romanum ex decreto sacrosancti œcumenici Concilii Vaticani II instauratum auctoritate Pauli PP. VI promulgatum, Ioannis Pauli PP. II cura recognitum.
Paul VI, avec l'indult Agatha Christie, permet en 1971 aux évêques d'Angleterre et du Pays de Galles d'autoriser la célébration occasionnelle de la messe tridentine, mais en y incluant les modifications introduites en 1965 ainsi que 1967 (instruction Tres abhinc annos).
Jean-Paul II a permis à certains instituts d'utiliser encore l'édition 1962, la dernière qui faisait référence au Concile de Trente et non pas au Concile Vatican II ; en 1984 il a aussi (par Quattuor abhinc annos) autorisé les évêques diocésains de permettre dans leurs diocèses, sous certaines conditions, la célébration de la messe selon le missel de 1962, mais normalement au dehors des églises paroissiales. En 1988, avec Ecclesia Dei, il demande notamment aux évêques d'accorder de façon « large et généreuse » la pratique des livres liturgiques de 1962.
En 2007, Benoît XVI, en voulant étendre à tous ceux qui la souhaitaient la célébration du missel de 1962, élargit avec Summorum Pontificum les conditions imposées par Jean-Paul II et décrète que chaque curé ou recteur d'une église ni paroissiale ni conventuelle devait accepter les demandes de groupes stables de fidèles attachés à la tradition liturgique antérieure de célébrer la messe selon le rite du Missel romain édité en 1962. Benoît XVI affirme que le missel de 1962 n'a jamais été juridiquement abrogé, et que la « forme extraordinaire » de 1962 cohabite aux côtés de « la forme ordinaire » ou « forme normale » de 2002 ; néanmoins plusieurs canonistes expriment alors des doutes quant à l'exactitude de cette déclaration,,.
Le 16 juillet 2021, avec Traditionis custodes, le pape François décrète qu'au contraire il n'y a désormais qu'une seule forme du rite romain : « Les livres liturgiques promulgués par les Saints Pontifes Paul VI et Jean-Paul II, conformément aux décrets du Concile Vatican II, sont la seule expression de la lex orandi du Rite Romain ». Rétablissant la discipline en vigueur sous Jean-Paul II (mais n'encourageant pas les évêques d'accorder de façon « large et généreuse » la pratique des livres liturgiques de 1962 contrairement à Jean-Paul II), François retire l'autorité de décision accordée aux curés par son prédécesseur en la confiant aux évêques diocésains. Par ailleurs, il exclut l'usage des églises paroissiales pour la pratique du rite extraordinaire ainsi que l'usage du latin pour les lectures qui doivent se faire en langue vernaculaire.

## Historique de la liturgie tridentine

### Œuvre du concile

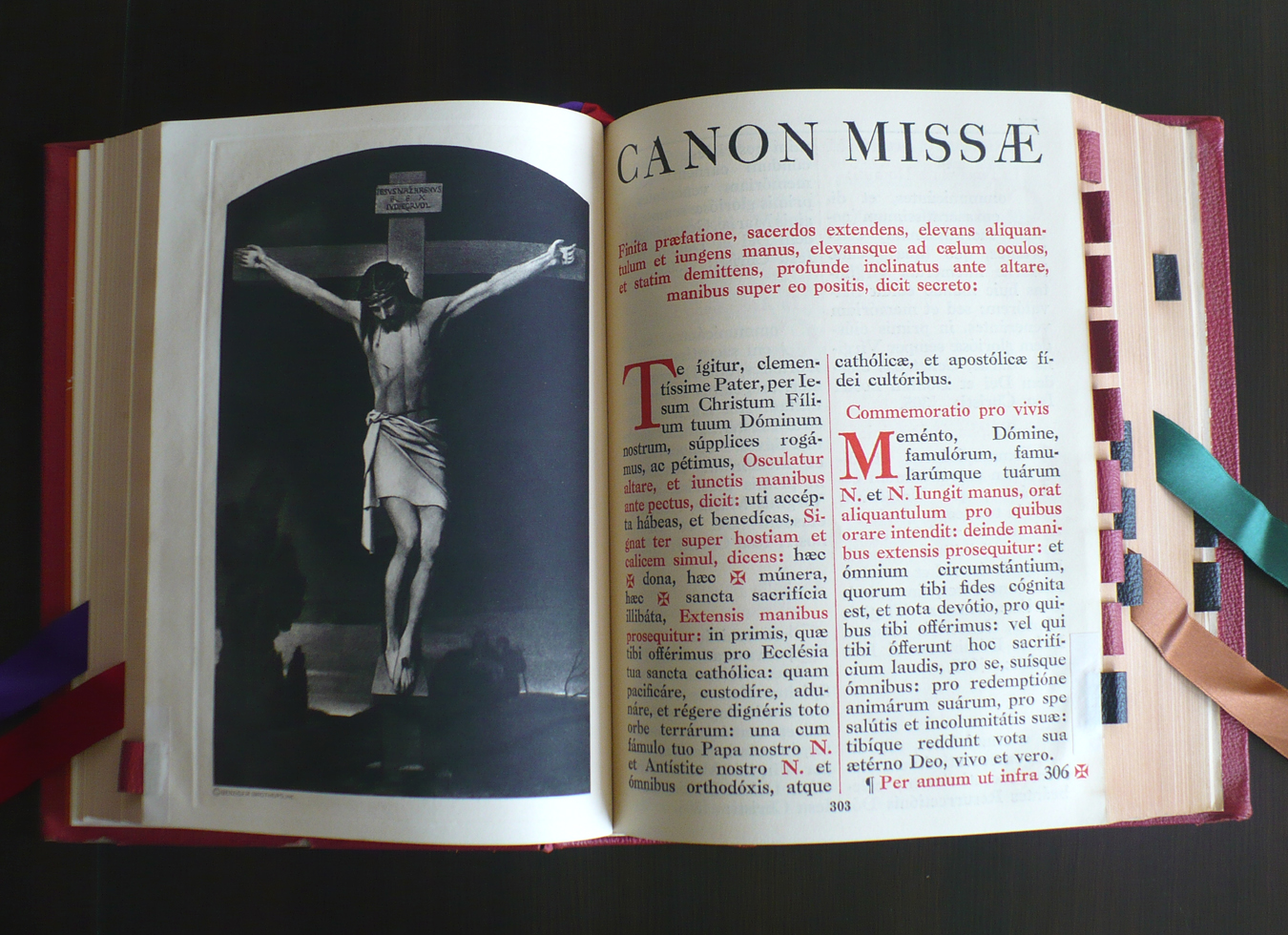
L'édition 1962 du Missel romain, qui porte comme titre Missale Romanum ex decreto SS. Concilii Tridentini restitutum Summorum Pontificum cura recognitum.

Le concile de Trente, réuni entre 1542 et 1563, en établissant son « exposition de la doctrine touchant le sacrifice de la messe », lors de sa XXIIe session du 17 septembre 1562, veut défendre la doctrine catholique sur la messe contre ce qu'il considère comme des errements issus de la Réforme protestante. Pour cela, le concile énonce les fondements doctrinaux du sacrifice de la messe et rappelle dans le décret conclusif quelques principes pratiques à respecter et s’opposant à certaines mauvaises habitudes.
En effet, la liturgie n’est pas figée : dans la liturgie catholique romaine, la forme de la messe, qui se traduit par le missel, celle de la liturgie des heures (le bréviaire), et les autres sacrements, sont en constante et lente évolution, sans rupture : c’est ce qu’on appelle l'« évolution organique de la liturgie ».
La liturgie tridentine est ainsi un témoin de la tradition ecclésiastique, dont le pape Benoît XVI a souhaité que l'usage soit maintenu et préservé comme un trésor de la tradition commune.

### Missel de Pie V
La révision du missel ayant été ordonnée par le concile de Trente, le pape Pie V a codifié ce qui était le missel de l'Église de Rome.
En regard des éditions non officielles précédentes, Pie V a fixé dans l’ordinaire de la messe (ordo missæ) les prières au bas de l’autel, qui antérieurement étaient récitées, au choix du prêtre, comme préparation personnelle, soit dans la sacristie, soit pendant la procession à l’autel, soit au pied de l’autel[réf. souhaitée].
Cette affirmation est contredite par le texte appelé 
par Joseph Ratzinger « la première édition du missale romanum publiée de 1474», soit à peine vingt-quatre années après l'invention de l'imprimerie moderne et quatre années après le premier livre imprimé en France. Ratzinger ajoute que « [l]e missel qui parut en 1570 sur l’ordre de saint Pie V ne se différenciait que par d’infimes détails de la première édition imprimée du missale romanum publiée juste cent ans plus tôt. »
La production de ce livre n'était pas une édition officielle comme celle de Pie V en 1570 ; elle a inspiré plusieurs autres éditeurs à publier leurs propres éditions. De 1474 à la publication de la première édition officielle du Missel romain, à l'initiative du Saint-Siège, près d'un siècle s'est écoulé. Durant cette période au moins quatorze autres éditions du livre liturgique paraissent : dix à Venise, trois à Paris et une à Lyon. Faute d'un organe de contrôle de leur qualité, ils ont subi plusieurs modifications de la part des éditeurs, dont certaines substantielles
L'édition officielle de 1474 est considérée comme l'ancêtre de toutes les publications qui ont ensuite fusionné dans l'édition officielle approuvée par le pape Pie V. Les annotations autographiées du cardinal Guglielmo Sirleto, dans un exemplaire de l'édition portant le titre Missale secundum morem Sanctae Romanae Ecclesiae imprimée en Venise en 1497 (essentiellement identique à celle de 1474), montrent que cette édition vénitienne a servi de modèle à l'édition de 1570
Le texte de l'édition milanaise de 1474, reproduit dans l'étude de Robert Lippe de 1899, qui est facilement accessible en ligne, montre que les prières au pied de l’autel, ajoutées dans l'édition de Pie V, faisaient déjà partie de l'Ordinaire de la messe depuis un siècle.
Pie V a aussi ajouté tout ce qui se trouve après l'Ite, missa est : bénédiction, dernier évangile.[réf. souhaitée]
Ce missel de 1570 se différenciait très peu de la première édition du missale romanum publiée de 1474. Le 14 juillet 1570, la bulle Quo primum en étend l’usage à toute l’Église latine.
Puis le pape Clément VIII a publié le premier cérémonial des évêques, dit cérémonial de Clément VIII, le 14 juillet 1600. Il s'agissait d'un grand guide de la liturgie tridentine afin d'établir les célébrations universelles de l'Église y compris la messe pontificale tridentine.

### Changements ultérieurs de la liturgie tridentine
Les changements qui ont suivi, jusqu’au XXe siècle, la promulgation du missel romain de Pie V furent moins profonds. Les éditions « tridentines » du Missel reportaient le texte des bulles de promulgation des révisions des papes Clément VIII (1604) et Urbain VIII (1634), et aussi celle du pape saint Pie X, qui en réformant la récitation du psautier, annonçait son intention de réviser aussi le missel. Sa mort en 1914 l’empêche de mener à bien ce projet. Le pape Pie XII, à la suite de la publication de l’encyclique Mediator Dei en 1947, sur les principes de la liturgie, entama une révision plus profonde du missel, par la rénovation radicale des formules et des cérémonies de la Semaine sainte en 1955.
Des nouvelles éditions du missel ont été publiées régulièrement. Elles apportent généralement des évolutions mineures (ajout d’un formulaire pour une fête de saint ou changement dans les rubriques, par exemple). Elles furent parfois plus importantes :
- des modifications nombreuses furent apportées dès 1604, à trente-quatre ans de la promulgation du missel de Pie V[19] : abolition de la prière à dire en entrant dans l’église, du mot « omnibus » dans les deux prières qui suivaient la récitation du Confiteor, de la mention de l’empereur dans le canon de la messe, de la triple bénédiction à la fin de la messe solennelle ;
- réforme de la semaine sainte en 1956 ;
- suppression du Confiteor avant la communion des fidèles en 1960 ;
- ajout de saint Joseph dans le canon lui-même, fin 1962.

Ainsi, le missel romain édité en 1962, date de sa sixième édition « typique », la dernière qui portait comme titre Missale romanum ex decreto sacrosancti Concilii Tridentini restitutum, avait continué sa lente évolution depuis sa promulgation initiale. Le titre de l'édition suivante, publiée en 1970, est Missale Romanum ex decreto sacrosancti oecumenici Concilii Vaticani II instauratum.

### Le «missel de 1962»
Au début de cette édition de 1962, la lettre apostolique Rubricarum instructum de Jean XXIII indiquait que « les grands principes commandant la réforme de l’ensemble de la liturgie doivent être proposés aux Pères au cours du prochain concile œcuménique ». La prochaine édition, celle de 1970, contient la messe de Vatican II.
En son motu proprio Summorum Pontificum de 2007 Benoît XVI a déclaré que tant l'édition 1970 du Missel romain que les précédentes (de 1559 à 1962) sont des expressions de la lex orandi de l'Église catholique de rite latin. Il affirma que les deux missels, de 1970 et de 1962, ne contiennent pas deux rites différents, mais deux usages différents du même rite romain, dont celui qui est contenu dans le missel de Paul VI est la forme ordinaire de célébration ; celui de 1962 la forme extraordinaire.
Au contraire, la législation du pape François déclare en 2021, avec Traditionis Custodes, que « les livres liturgiques promulgués par les Saints Pontifes Paul VI et Jean-Paul II, conformément aux décrets du Concile Vatican II, sont la seule expression de la lex orandi du Rite Romain. Il a également décrété : « Les normes, instructions, concessions et usages précédents qui ne sont pas conformes aux dispositions du présent motu proprio sont abrogés»

## Généralités sur les cérémonies

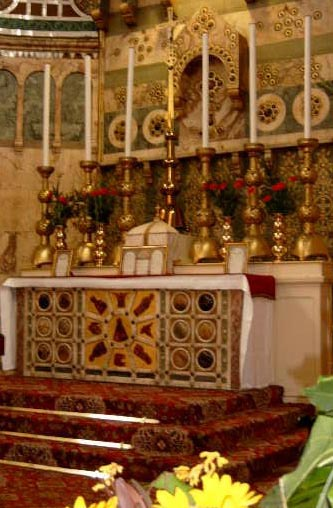
L'autel prêt pour la messe selon la forme 1962 du rite romain.

### Les différents formes rituelles
La réforme tridentine a consisté à corriger les écarts qui s'étaient progressivement introduits dans tel diocèse ou telle communauté par rapport au missel romain. En 1570, à la suite du concile de Trente, saint Pie V par la bulle Quo primum impose à toute l’Église latine le missel romain, mais il excepte de cette loi les liturgies qui existent depuis deux cents ans, lesquelles ont pu être conservées.
C'est ainsi par exemple que le rite lyonnais est resté pratiqué à Lyon, et les rites dominicain ou cartusien ont continué à être pratiqués par les membres de ces communautés. De ce fait, quand la messe était dite par un prêtre dominicain, même en paroisse, elle l'était suivant le rite du célébrant, et non suivant le missel romain commun.

### Les différentes sortes de messes

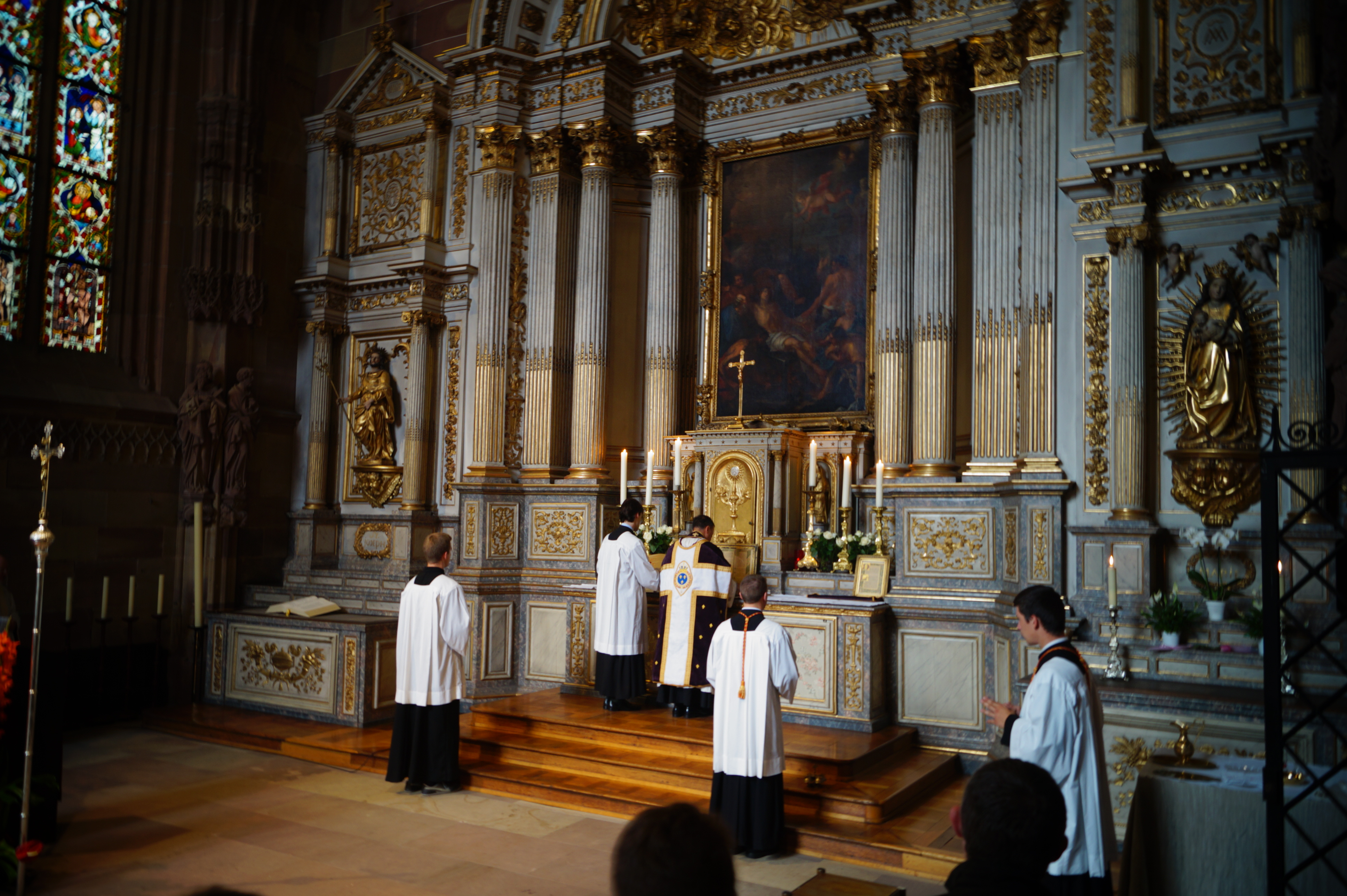
Messe tridentine chantée pour sainte Jeanne d'Arc, chapelle Saint-Laurent, cathédrale de Strasbourg.

La messe peut prendre trois formes principales :
- la messe pontificale (messe solennelle dite par un évêque, ou en présence de celui-ci)[24] ;
- les grands-messes, messe de toute une communauté, sont normalement chantées. On les divise en messes solennelles lorsqu'il y a diacre et sous-diacre, et en messes chantées sinon[25] ;
- la messe basse est lue et non chantée.

Historiquement, dans le développement de la liturgie au début du Moyen Âge, la messe pontificale est à l’origine des autres formes (messe en présence pontificale, messe solennelle avec diacre et sous-diacre, messe chantée avec encens, messe chantée sans encens, messe parlée, messe basse) qui furent plus ou moins normalisées au cours du temps. Les messes basses ont commencé au VIIIe siècle, jusque-là il n'y avait qu'une seule messe par jour et par église, à laquelle assistait tout le clergé. À son tour la messe basse a influencé les autres formes, par exemple en imposant au prêtre de réciter à voix basse les antiennes chantées par la chorale et aussi l’épître pendant que le sous-diacre la chantait dans la messe solennelle,.

### Les acteurs

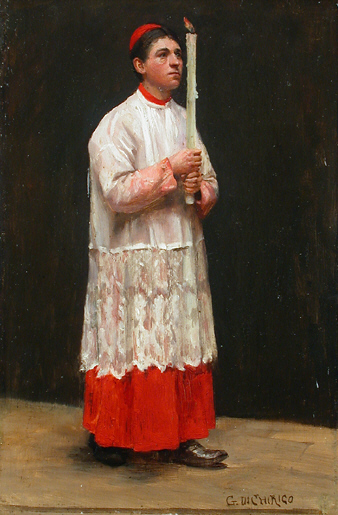
Un servant d'autel, peinture de Giacomo Di Chirico.

La messe, quand elle est chantée, fait intervenir un certain nombre d’acteurs qui vont tous, à des degrés différents, avoir un rôle dans l’action liturgique ;
- le célébrant[28](lequel doit avoir été ordonné prêtre) est l’acteur majeur et indispensable : il agit in persona Christi[29] pour l’offrande du sacrifice propitiatoire[30] qui rend présent l’unique sacrifice du Christ[30] ;
- les servants de messe assurent le « service du chœur ». Le « cérémoniaire » assiste et guide le prêtre dans le déroulement des rites (il remplace le prêtre assistant du rituel pontifical). Les acolytes, au nombre de deux, sont les porte-lumières. Ils se tiennent près de la crédence sur laquelle sont posées les burettes. Le thuriféraire[31] porte l’encensoir et l’encens. Le cruciféraire ou « porte-croix » mène les processions d’entrée et de sortie. D’autres services existent et permettent de solenniser davantage le rite : porte-navette (adjoint au thuriféraire), céroféraire (porte-cierge), etc.[32] ;
- la chorale a la charge de chanter le « propre » de la messe et de soutenir le chant de l’assistance. Elle se doit d’assurer une liturgie fervente. « L’Église reconnaît dans le chant grégorien le chant propre de la liturgie romaine[33] » ;
- l’assemblée (l'ecclesia en latin) (ou la foule, ou le peuple) participe par sa prière, par sa tenue, éventuellement par son chant, des parties communes de la messe.

Traditionnellement en théologie catholique, toutes les parties de l’Église assistent à la messe : l’église militante (les baptisés vivants), l’église souffrante (les âmes du purgatoire) et l’église triomphante (les saints). Cependant, jusqu’à la réforme liturgique consécutive à Vatican II, l’assistance n’était jamais mentionnée dans les rubriques, et jouait un rôle presque exclusivement passif, d'assistance à la cérémonie.
Le mouvement du renouveau liturgique avait recommandé aux fidèles de s'unir à ces prières. La participation de toute l’assemblée pour les réponses et les récitations en alternance a commencé à être pratiquée, initialement en Belgique et en Allemagne, surtout dans des monastères et des séminaires, depuis le début du XXe siècle, et avec les encouragements du Saint-Siège exprimés par des documents de 1922, 1935, 1947 (Mediator Dei) et 1958, l’usage de la missa dialogata s'est progressivement étendu. C’est pour réaffirmer le rôle propre de l’assistance, dans le prolongement du renouveau liturgique des années 1950, que le concile Vatican II a demandé qu’elle ait une participation actuosa (active), un rôle dans l’action d’ensemble.

## Déroulement de la messe tridentine

### Rites d'entrée

#### Procession d'entrée et aspersion

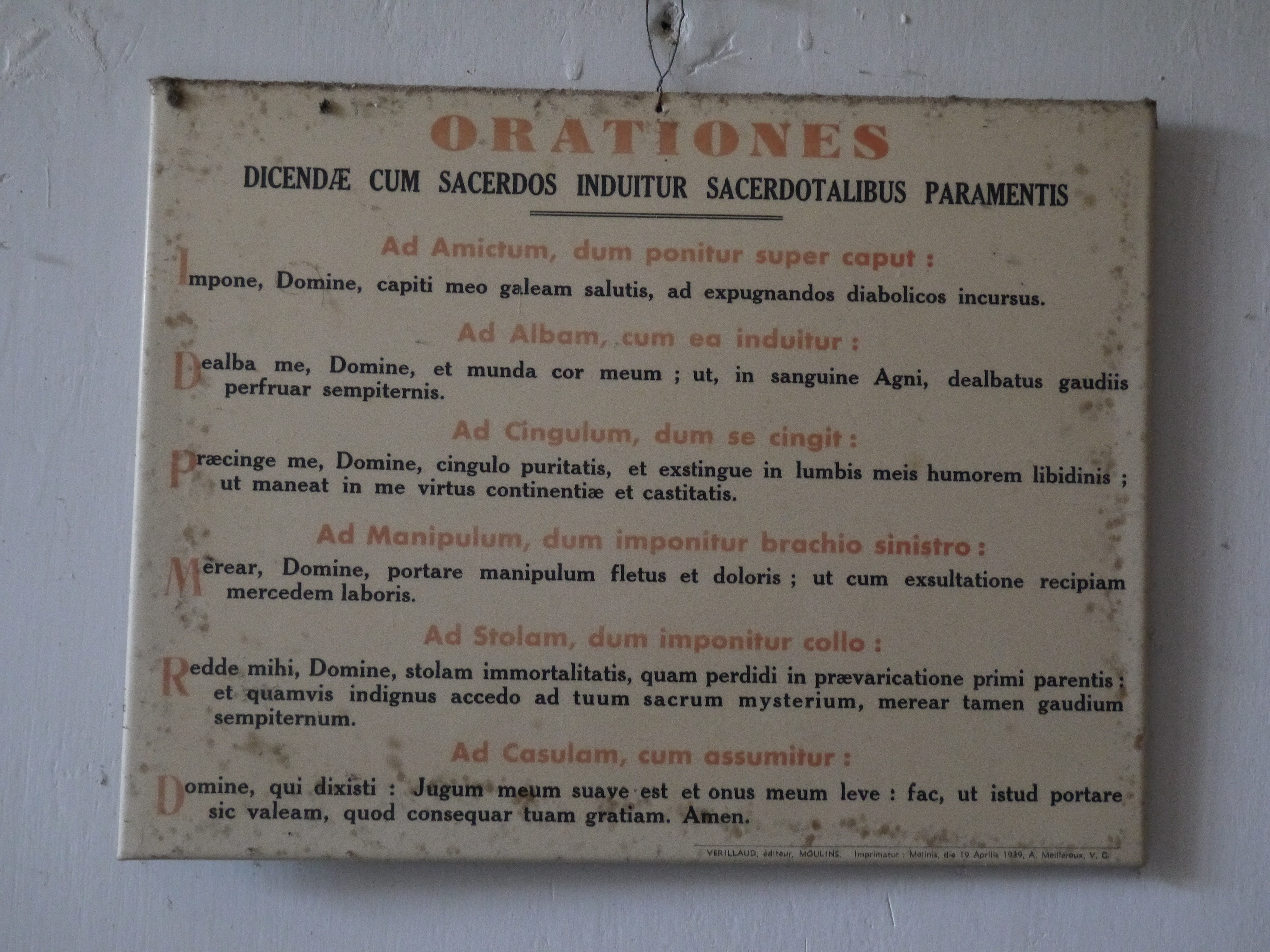
Prières que le prêtre récite dans la sacristie avant la messe, en se vêtant des habits liturgiques (église Saint-Pierre de Vaucé, Mayenne).

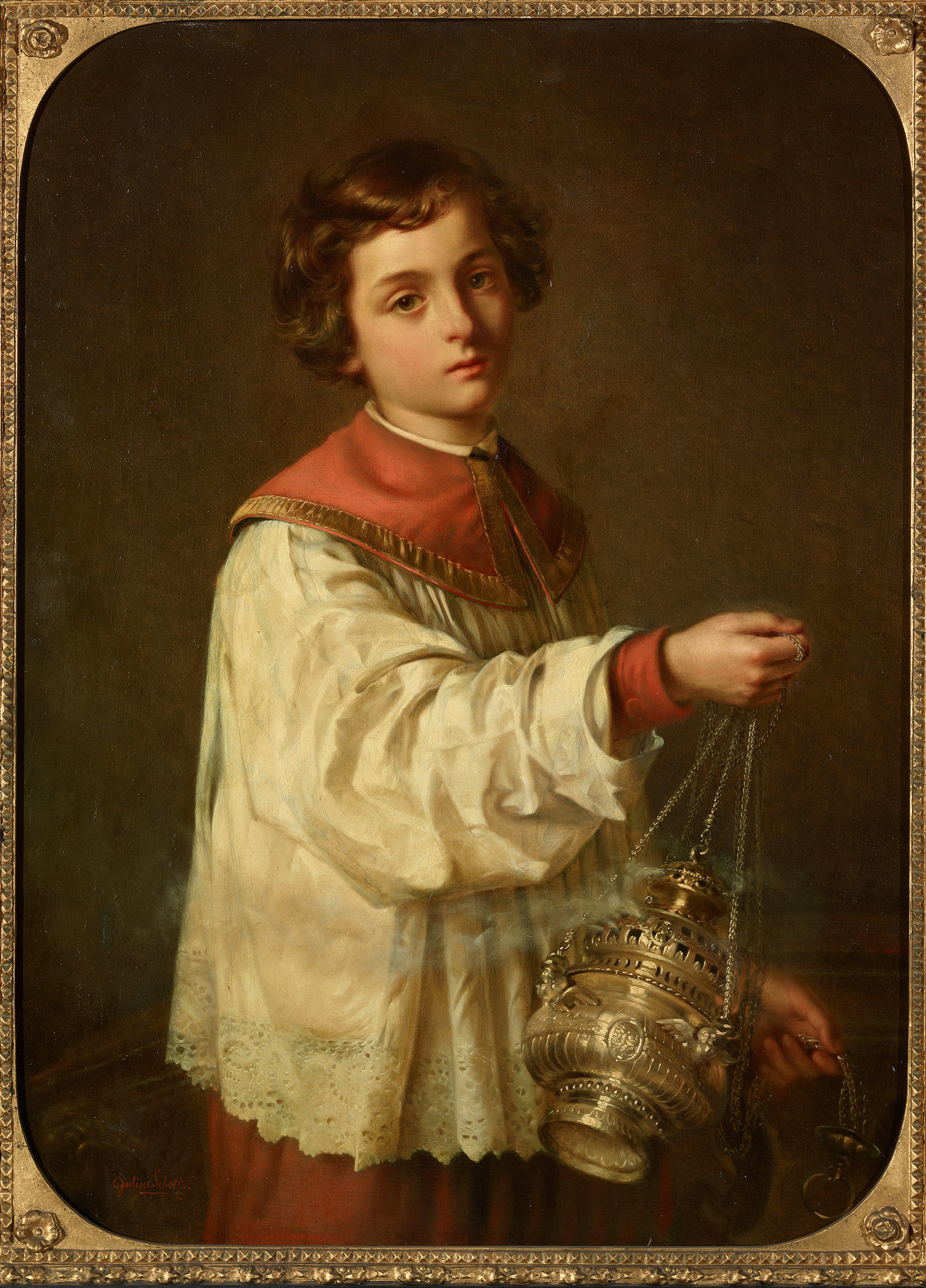
Enfant de chœur, huile sur toile de, 1854.

La messe commence par l’entrée du clergé en procession. Historiquement, les cérémonies d'entrée dérivent des processions qui conduisaient le clergé à l'église stationnaire, où la messe de la station devait être célébrée. Le chant d'entrée est un chant de procession ; le Kyrie est initialement un reste de litanie chantée en procession ; et les prières préparatoires et formules pénitentielles étaient récitées par le clergé quand, arrivé à la sacristie, il se préparait pour la messe proprement dite.
Dans la procession, l’encens représente la prière qui monte vers Dieu (mais aussi la purification et les honneurs au lieu saint), la croix est encadrée par les acolytes et, derrière eux, par le cérémoniaire qui guide le prêtre,. Les fidèles et la chorale assistent à cette procession debout, généralement en chantant un « chant d’entrée » (souvent en langue vernaculaire).
En entrant dans le chœur, chacun fait le geste d’adoration défini (inclination profonde, ou génuflexion devant le Saint sacrement s'il y a lieu),. Le prêtre se place alors au pied des marches de l’autel avec le cérémoniaire, pendant que les servants de messe gagnent leurs places.
Le dimanche, à la grand-messe, a lieu le rite de l’aspersion,
on chante l'antienne Asperges me, remplacée de Pâques à la Trinité par l'antienne Vidi aquam. Cette cérémonie de l'aspersion s'est généralisée dans l'Église latine à partir du Xe siècle.
Puis, par le signe de la croix, commencent alors les « prières au bas de l’autel ». Ce signe de croix du prêtre célébrant marque la fin de la procession et l'ouverture de l'espace liturgique : de ce moment, la messe se déroulera sans avoir égard à ce qui se passe à d’autres autels, quand bien même on y ferait l’élévation dans des lieux accueillant plusieurs célébrations simultanément.

#### Prières au bas de l'autel
Ces prières au bas de l'autel datent du Xe siècle. Elles se disaient autrefois à la sacristie. Saint Pie V les a rendues obligatoires et uniformes au XVIe siècle, et les a incorporées à la messe ;
- au pied de l'autel, avec le psaume 42, Judica me, le prêtre demande à Dieu sa purification pour être digne d’accomplir le saint-sacrifice ;
- suit ensuite le Confiteor, récité d’abord par le prêtre puis par les servants au nom de la foule.

Puis le prêtre monte à l’autel :
- il récite la prière Aufer a nobis, puis embrasse l'autel en disant la prière Oramus te Domine[34] ;
- l'introït, prière d’entrée qui fait partie du propre de la messe[39], est ensuite dit (ou a été chanté) ;
- suit ensuite le Kyrie (dont le texte est en grec). Il est dit neuf fois, c’est-à-dire trois fois Kyrie, eleison, trois fois Christe, eleison et trois fois Kyrie, eleison[41].

Les prières au bas de l'autel peuvent prendre deux formes principales :
- dans la forme la plus simple (la messe basse), il n’y a pas de chorale, ni d’assistance de diacre et sous-diacre. Le prêtre récite les prières au bas de l’autel en alternance avec le servant. Ces prières au bas de l'autel sont suivies de la lecture de l’introit, et du Kyrie ;
- dans la messe solennelle ou grand-messe, pendant que la chorale chante l’introit et le Kyrie, le prêtre dit à voix basse (avec le diacre et le sous-diacre) les prières au bas de l’autel, puis monte à l’autel, le baise en disant d’autres prières, et lit, toujours à voix basse, le texte de l’introit et le Kyrie.

#### Gloria
Puis le prêtre entonne le Gloria repris en alternance par la chorale. C'est une hymne de gloire en l'honneur des trois personnes divines montrant les quatre finalités de la messe : l'adoration, l'action de grâces, la propitiation (ou réconciliation par le pardon des péchés) et la supplication (demande de bienfaits). Le Gloria n'est pas d'usage notamment aux temps de pénitence que sont l'Avent et le Carême, ainsi que lorsque les ornements sacerdotaux sont noirs ou violets.
Introduite dans la liturgie au IIe siècle, cette hymne était dans les premiers siècles chantée à la seule fête de Noël. Le Gloria fut ensuite généralisé au VIe siècle pour être chanté aux messes pontificales les dimanches et fêtes, puis à toutes les messes festives et votives (sauf quelques messes de quatrième classe) à partir du XIe siècle,.

### Messe des catéchumènes
Cette première partie de la messe tient son nom des premiers temps du christianisme : cette partie, très didactique, avec lectures et prédication, a comme but principal l’instruction et l’édification des fidèles. Les préparants au baptême (encore non-membres de la communauté) étaient conviés à cette partie, qui s’adressait particulièrement à eux.

#### Oraison de collecte
Puis l’oraison est prononcée solennellement par le prêtre.
Dans une perspective historique, l'ouverture de la messe proprement dite est le premier acte liturgique qui lui est strictement rattaché, par la salutation pax vobiscum / Dominus vobiscum et l'invitation oremus qui la suit, introduisant la collecte, prononcée au moment où le rassemblement est achevé.
Une messe en un jour donné peut être célébrée pour plusieurs occasions, en fonction du temporal, du sanctoral, des intentions votives, etc. ; et à chaque type de messe ou d'intention, sont associées dans le missel des oraisons, qui peuvent être dites respectivement pour la collecte (dite ici), la secrète (dite avant la préface de l'offertoire), et la postcommunion (dite après la communion).
À l'occasion de ces trois prières, le rite tridentin autorise la superposition de jusqu'à trois oraisons votives dans une même messe. Les règles gouvernant le choix de ces oraisons sont complexes ; le nombre des oraisons est établi pour chacun des jours liturgiques, et tient compte tant de l’oraison de la messe et des commémoraisons que d’autres oraisons, soit prescrites par les rubriques, soit impérées par l’ordinaire, soit votives. Les oraisons des trois prières sont assemblées suivant des règles identiques, le choix des oraisons de collecte gouvernant celui des oraisons de secrète et de postcommunion.
La réponse Amen (mot hébreu) faite à ces oraisons marque l'adhésion à cette prière de l’Église.

#### Lectures

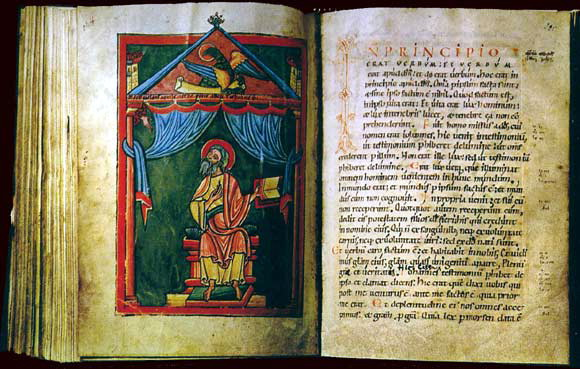
Évangéliaire de l'abbaye de Susteren : début de l’Évangile selon saint Jean.

Commencent alors les lectures : habituellement deux, y compris l’évangile. L’épître, extrait du Nouveau Testament (épître d’apôtre, actes des apôtres ou Apocalypse) ou de l'Ancien Testament, est chantée dans la grand-messe par le sous-diacre tourné vers l'autel côté droit (appelé « côté Épître »). Dans la messe basse le prêtre la lit tourné vers l’autel.
Les chants du graduel et de l'Alleluia (mot hébreu) — remplacé dans certains temps liturgiques par le Trait — sont ordinairement des extraits de psaumes chantés par la chorale ou simplement lus par le prêtre. Le peuple y assiste assis, puis se met debout pour la lecture de l’Évangile. Certains jours on chante en plus la séquence. Dans le missel romain il en reste cinq : pour Pâques (Victimæ Paschali), la Pentecôte (Veni Sancte Spiritus), la Fête-Dieu (Lauda Sion), Notre-Dame des Sept Douleurs (15 septembre : Stabat Mater) et enfin pour les messes des défunts et le 2 novembre (Dies iræ).
La lecture de l'Évangile est entourée d’un grand nombre de rites dans la messe solennelle. Le rite de l’encensement rappelle que toutes les lectures bibliques sont paroles de Dieu ; l’Évangile parle du Christ. Les acolytes encadrent le diacre avec leurs cierges, car cette parole est la lumière du monde. Le diacre proclame solennellement l’Évangile en se plaçant au nord — théorique, si l'église est orientée, c’est-à-dire à la gauche de l’abside : cette tradition médiévale veut insister sur le fait que la parole de Dieu est destinée à disperser les ténèbres (représentées par la région plus éloignée du soleil de midi). À l'imitation du diacre dans la grand-messe, dans la messe basse le prêtre lit l’Évangile au côté gauche de l’autel, à demi tourné vers ce nord théorique. Voici pourquoi on parle du « côté Évangile » et du « côté Épître » de l’autel.

#### Homélie ou prône

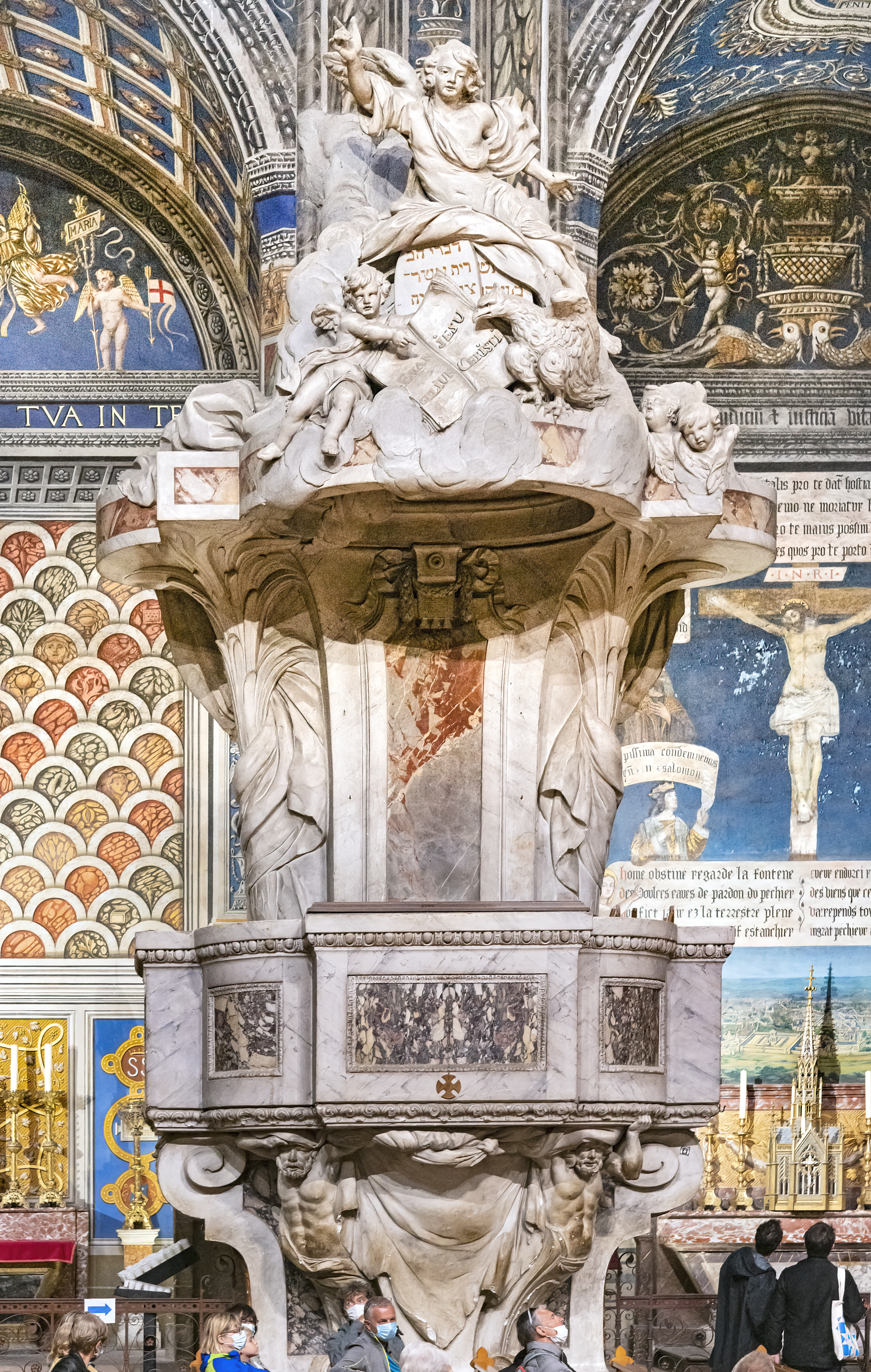
Chaire de la cathédrale d'Albi.

Le prêtre se rend ensuite à la chaire et commence le sermon, ou prône. Dans la pratique tridentine, c'est le seul moment où le célébrant s'adresse directement à l'assistance.
Le terme « prône » vient des deux mots pro (devant) et naus (la nef), parce que le prêtre qui le faisait du haut de l'ambon était tourné vers les fidèles qui remplissaient la nef de l'église. Dans les grandes nefs, où l'acoustique ne permet pas à l'assistance du fond d'entendre ce qui se dit depuis le chœur depuis l'ambon, une chaire construite au milieu de la nef permet au prédicateur de s'adresser à l'ensemble de la foule dans de meilleures conditions. Dans cette fonction, les chaires ont généralement remplacé les jubés, initialement placés entre le chœur et la nef, dont il reste encore quelques exemplaires.
Le prône comprend des prières, les annonces des fêtes et jeûnes de la semaine, et la publication des mariages, et une instruction appelée à l'origine homélie, c'est-à-dire entretien familier ou causerie, qui n’est pas toujours en relation avec les lectures de la messe. L'instruction peut être précédée de la relecture de l’Évangile en langue vulgaire, suivie d'une explication simple et pratique de cet Évangile, ou du catéchisme, ou le développement d'un sujet de circonstance.
Bien qu'il ait été recommandé par le concile de Trente, l’ordinaire tridentin de la messe ne mentionne pas le sermon. Le Credo (profession de foi) y suit immédiatement l’Évangile, si la messe du jour le prévoit.

#### Credo

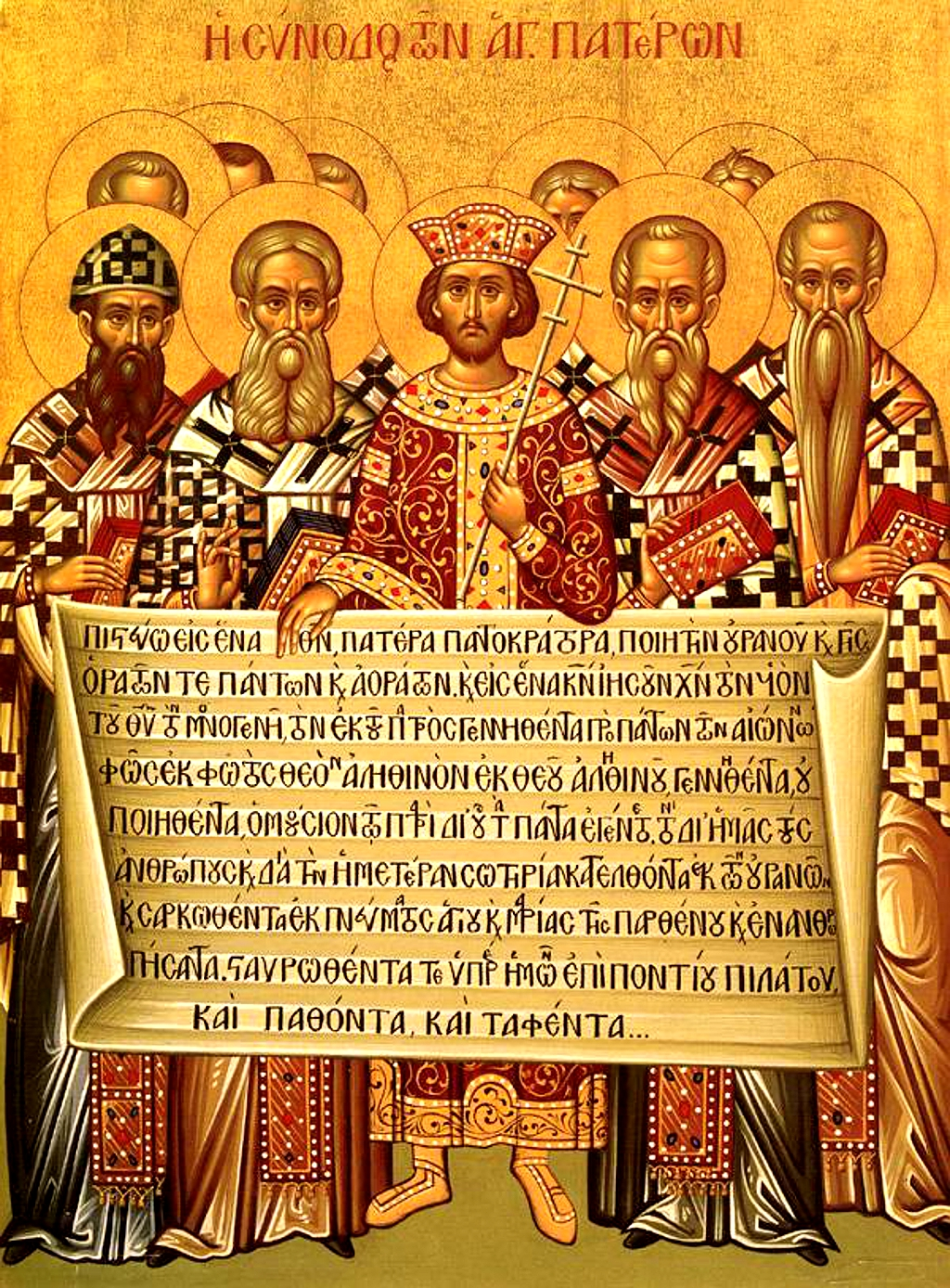
Icône représentant le premier concile de Nicée (325) ; la profession de foi qu'on y montre est cependant celle du « symbole de Nicée-Constantinople » dans sa forme liturgique grecque, basée sur le texte adopté au premier concile de Constantinople (381).

L'homélie terminait autrefois la « messe des catéchumènes » ; dans le rite primitif, avant l'introduction du Credo, les pénitents et les catéchumènes, qui ne devaient pas assister à la « messe des fidèles », étaient renvoyés par le diacre. Dans le rite byzantin, il subsiste une formule de renvoi des catéchumènes. Il ne restait que les « fidèles » : c’est de ce fait que la partie suivante de la messe tient son nom.
Le credo a initialement été introduit dans la messe après le Ve siècle pour lutter contre les hérésies : dans les Églises orientales contre les Macédoniens, et en Espagne contre les Ariens. Il fut introduit dans la messe en Allemagne et en France au VIIIe siècle. Il a été introduit dans la messe de rite romain au temps de l’empereur Henri II (1002-1024). En effet, l’Église de Rome étant celle du pape ne pouvait pas être suspectée d'hérésie.
Court résumé de la doctrine catholique, il exprime la foi des conciles de Nicée et de Constantinople, dont il porte le nom de « symbole de Nicée-Constantinople ». Il est dit aux dimanches et fêtes.
Puis le prêtre se tourne vers le peuple et prononce : « Dominus vobiscum » et « Oremus », sans ajouter aucune prière particulière. C’est ce qui dans la messe tridentine est resté des « prières des fidèles », les intentions de prière de l’Église en général et de la communauté en particulier. Ces prières — dont l'origine remonterait à saint Martin de Tours — subsistaient dans certaines paroisses avant le sermon, sous le nom de « prières du prône ». Elles ont été réintroduites par les réformes liturgiques qui ont suivi le concile Vatican II.

### Messe des fidèles, le Saint Sacrifice

#### Offertoire
L’offertoire commence. Le prêtre se tourne vers Dieu, en le priant d’accepter « cette hostie sans tache » pour ses péchés personnels, pour ceux qui sont présents et pour tous les chrétiens fidèles ; puis le vin, en l’appelant « calice de salut ».
Dans la grand-messe, lors du rite d’encensement, on encense les offrandes, l’autel, le crucifix, puis le prêtre, les clercs et enfin les fidèles : l’encens traduit en effet l’honneur que l’on doit à Dieu seul, et on reconnaît par là la présence de Dieu spécifique en chacun de ces membres. Après ce rite, vient prendre place le lavabo : en récitant le psaume 25, le prêtre reconnaît son indignité et demande à Dieu la purification. Il prie la Sainte Trinité d’agréer le sacrifice par le Suscipe, sancta Trinitas et demande ensuite la prière de la foule par l'Orate fratres. C’est là que s’insère la prière sur les offrandes ou « secrète ».
Primitivement, l'offrande se composait d'une procession en silence et de la prière de la secrète; ce n'est qu'à partir du VIe siècle qu'elle fut accompagnée du chant de l'offertoire, composé d'un psaume et d'une antienne. Lorsque la procession d'offrande de la messe primitive fut supprimée, l'offertoire fut réduit à l'antienne.

#### Préface etSanctus

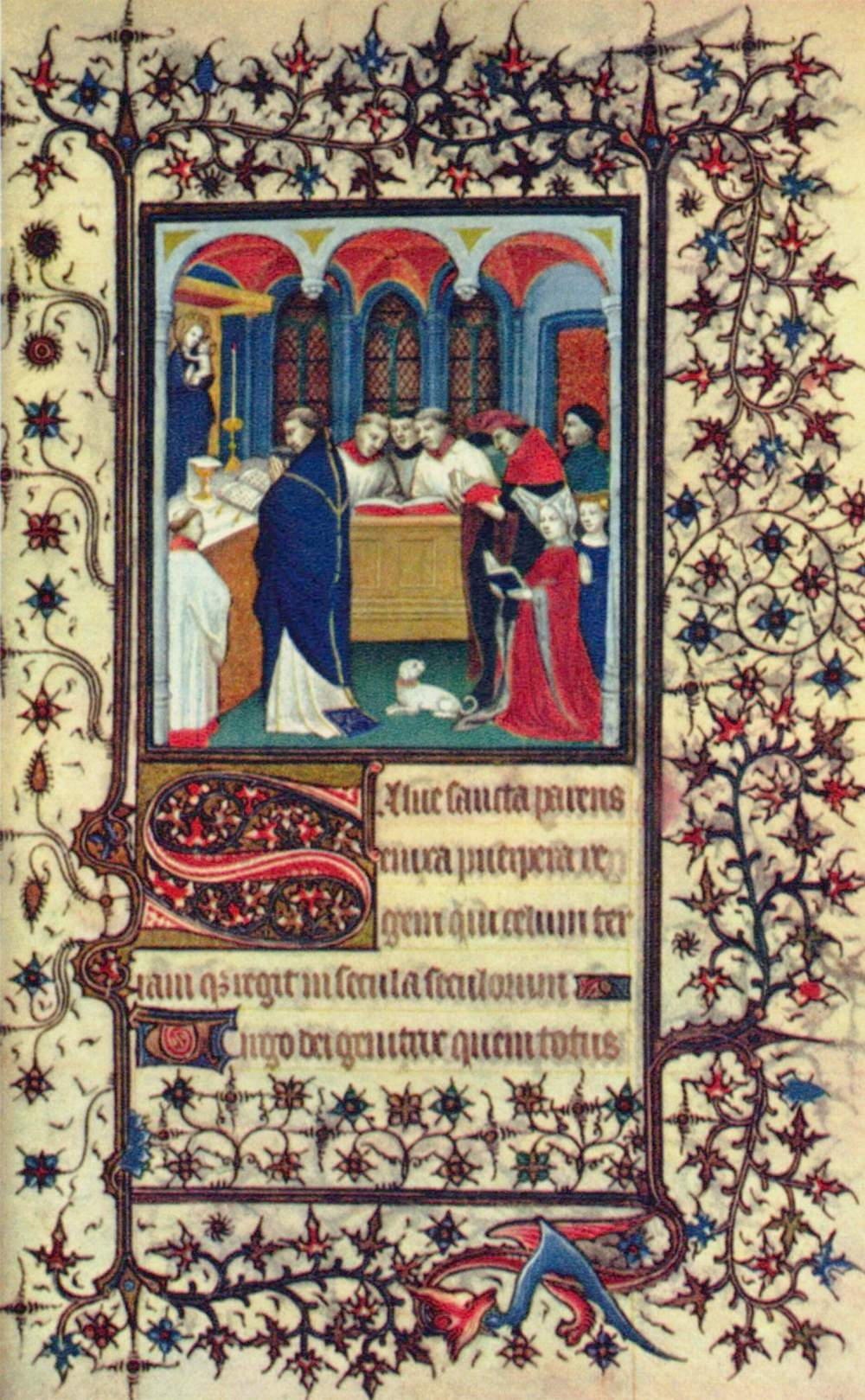
Miniature extraite du Livre d’heures du maréchal de Boucicaut.

Le célébrant dialogue avec les fidèles, en indiquant quels doivent être les sentiments du peuple qui entre alors dans la célébration du mystère eucharistique : Sursum corda, Habemus ad Dominum (« Haut les cœurs », « Nous les tournons vers le Seigneur »), Gratias agamus Domino Deo nostro, Vere dignum et justum est (« Rendons grâce au Seigneur notre Dieu », « Cela est digne et juste »).
Le prêtre entonne alors la préface, dont la musique d’une grande sérénité faisait dire à Mozart qu’il donnerait toute son œuvre pour l’avoir écrite. La préface est un chant de gratitude pour ses bienfaits, surtout ceux qui ont relation avec la fête du jour.
Le missel tridentin se limite à une vingtaine de préfaces. Les plus fréquentes sont la préface dite ordinaire pour les messes de semaine (qui ne comporte que l'introduction et une formule de conclusion), et celle dite de la Trinité, chantée les dimanches ordinaires. D'autres préfaces du temporal sont propres aux différentes périodes du calendrier liturgique : préfaces propres des temps de Noël, de l’Épiphanie, du Carême, de Pâques et de l'Ascension, et de la Pentecôte. Certaines préfaces du sanctoral sont spécifiques à une fête particulière : au Sacré-Cœur, à la fête du Christ-Roi, à l'Assomption, à l'Ascension, fête de Saint Joseph, etc., ou à une catégorie de fête, comme la préface de la sainte Vierge ou celle des apôtres. Les préfaces du commun se limitent à celle des défunts dans le missel universel, mais d'autres ont été créées pour des événements spéciaux : messe en l'honneur d'un Pontife, pour une vierge martyre, etc. Enfin, certains pays ou diocèses peuvent avoir des préfaces propres pour leurs saints nationaux.
La préface se termine toujours en rappelant et en s’unissant avec les louanges des anges et des saints au ciel, introduisant ainsi le texte du Sanctus : « Saint, saint, saint, le Seigneur, le Dieu tout-puissant » (Is 6,3; Apoc 4,8). Le premier verset du Sanctus est une citation d’Isaïe « Le ciel et la terre sont remplis de ta gloire » (Is 6,3), le deuxième est tiré de saint Matthieu « Béni soit celui qui vient au nom du Seigneur » (Mt 21,9).
Dans la grand-messe, la chorale chante le Sanctus pendant que le prêtre le récite à voix basse et enchaîne en silence sur le canon.

#### Début du canon
Le prêtre s’incline profondément et commence le « canon ». Cette « règle officielle de la grande prière sacrificielle » est fixée depuis le Ve siècle et n’a évolué que d’un mot en 1962, lorsque Jean XXIII ajouta saint Joseph au Communicantes. Depuis le haut Moyen Âge, cette prière est dite à voix basse (elle doit être labialisée par le prêtre ; les rubriques précisent dicit).
Te igitur : c’est le Père que, profondément incliné, le prêtre supplie d’agréer le sacrifice de son Fils par la grâce de ce même Christ.
In primis : en premier lieu le prêtre prie pour l’Église et ses gardiens : le pape et les évêques (mais aussi le roi dans les monarchies catholiques).
Memento : le prêtre prie pour tous les assistants à la messe et leurs proches, ainsi que pour tous les chrétiens unis par la pensée et par la prière, qui ne sont pas présents. Le célébrant marque une interruption dans la récitation du canon pour placer les intentions particulières de cette messe.
Communicantes, Par les mérites acquis par la Vierge Marie et tous les saints, l’Église demande à Dieu d’accorder secours et protection à tous les chrétiens.

#### Consécration

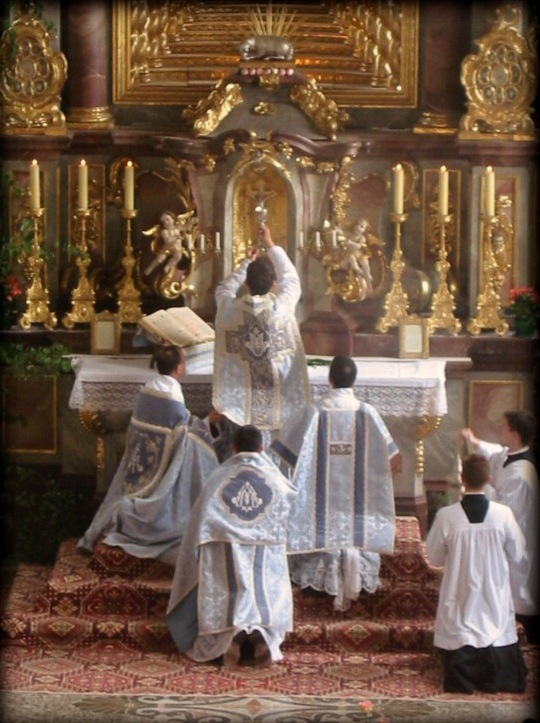
Élévation du calice après la consécration lors d'une messe solennelle tridentine.

Hanc igitur : le prêtre étend les mains sur les offrandes ; au nom de l’Église, le prêtre remet la direction du sacrifice à Dieu qui seul sauve. À cet instant, un acolyte sonne la clochette : les fidèles savent maintenant que le mystère de la transsubstantiation va s’accomplir et le plus grand silence souligne le mystère. Les rubriques précisent que les paroles de consécration sont prononcées secrete, c’est-à-dire d’une manière distincte ou isolée, séparée du reste, faisant ainsi valoir le mystère qu’elles représentent.
Quam oblationem : le prêtre en appelle à la grâce divine pour que le sacrifice s’accomplisse selon Sa volonté.
Qui Pridie : s’identifiant au Christ dont il accomplit plusieurs des gestes, le prêtre reproduit la Sainte Cène du Jeudi saint et récite les mots par lesquels le pain puis le vin deviennent le Corps et le Sang du Sauveur. Est alors rendu présent sacramentellement de manière non sanglante le sacrifice de la croix.
Depuis le XIe siècle, l’élévation permet au peuple de contempler et adorer le corps et le sang sous les espèces du pain et du vin.
Pendant que s'accomplit la consécration, tout chant doit cesser et, là où la coutume est en vigueur, même le jeu de l'orgue et de tout instrument de musique.
Si le chœur chante une version polyphonique ou harmonisée longue du Sanctus et Benedictus, la durée totale de la pièce peut prendre plus de temps que la lecture de la préface. Dans ce cas, quand le chœur a fini de chanter le Sanctus, il attend la consécration, signalée par une sonnette ; et le chœur ne chante le Benedictus qu'après la consécration, pendant que le prêtre dit la seconde moitié du Canon romain,.

#### Suite du canon
Unde et memores : le prêtre continue la récitation silencieuse. Il offre à Dieu les biens parfaits qui sont maintenant sur l’autel.
Supra quæ : ces offrandes sont alors comparées aux deux grands sacrifices agréables à Dieu de l’Ancien Testament : celui d’Abel et celui de Melchisédech.
Supplices : le prêtre demande que « le saint Ange de Dieu » porte cette offrande parfaite au ciel, afin que ceux qui participent au sacrifice sur Terre en retirent grâce et bénédiction.
Memento : le prêtre prie alors pour les défunts et marque une interruption pour citer les intentions particulières.
Nobis quoque : ce sont les fidèles présents, pécheurs, qui demandent le bonheur éternel, non pas grâce à leurs mérites si faibles, mais par le pardon octroyé par Dieu.
Per quem : et c’est le Christ par qui Dieu crée, sanctifie, fait vivre, bénit et donne ses bienfaits.
Per ipsum : par le Christ, avec le Christ et en le Christ, le peuple chrétien peut rendre à Dieu honneur et gloire.
Amen : en répondant ainsi, l'assemblée signifie son adhésion à la grande prière d'action de grâce.

### Communion et fin de la messe
Le Pater Noster est chanté par le célébrant seul, en sa qualité de président de l'assemblée des fidèles qui s’unissent à la prière du prêtre en chantant la dernière demande : Sed libera nos a malo (« mais délivrez-nous du mal »). Cette habitude remonte au début du Moyen Âge, notamment précisée dans la règle de saint Benoît, établie vers 530.
Encore Dom Paul Delatte précisait-il : « Saint Benoît demande lui aussi que nul office de Matines et de Vêpres n'ait lieu sans qu'à la fin l'Oraison dominicale soit récitée en entier par le président de l'assemblée, tous les moines prêtant l'oreille. […] Aux autres offices, ceteris vero agendis, on ne dira à haute voix que les dernières paroles seulement : Et ne nos inducas in tentationem, de façon que tous répondent : Sed libera nos a malo. Même sous cette forme réduite, on aura pu mettre son âme d'accord avec la pensée de Dieu et grouper dans une même prière les intentions de tous. »
Finalement, le pape Grégoire le Grand affirmait formellement : « La prière du Seigneur, chez les Grecs, est dite par tout le peuple ; chez nous par le prêtre seul. » Et saint Augustin ajoutait : « Dans l’église, on récite chaque jour à l’autel de Dieu cette oraison dominicale, que les fidèles écoutent. »
Le prêtre développe cette dernière demande par la prière Libera nos.
La fraction de l’hostie réunit deux rites antiques : la fraction du pain est symbole d’unité : un même pain, rompu et distribué ; la « commixtion » (un morceau d’hostie est mêlé au sang dans le calice) symbolise l’union entre le prêtre et l’évêque, rappel d’un rite ancien où cette parcelle était envoyée par l’évêque à chacun de ses prêtres. Le prêtre prononce alors les mots pax domini sit semper vobiscum : ces paroles sont la formule qu’emploie l’évêque à la place du Dominus Vobiscum.
La chorale entonne alors l'Agnus Dei que le prêtre récite de son côté. Suit la première prière Domine Jesu Christe demandant la paix pour l’Église. Lors de la messe solennelle, le rite de la paix a alors lieu : le célébrant baise l’autel (car la paix vient du Christ), puis donne la paix au diacre. Celui-ci la transmet alors au sous-diacre et au reste du chœur.
Les deux « prières avant la communion » (Domine Jesu Christe et Perceptio Corporis tui), que le prêtre prononce silencieusement, proviennent des formules médiévales de dévotion privées avant la communion, et ont été prescrites par le missel de saint Pie V. La première était déjà recommandée par Alcuin, le liturgiste de Charlemagne ; la deuxième date du Xe siècle.
La communion décrite dans le Missel tridentin se limite à celle du prêtre : répétant les paroles du centurion de Capharnaüm : Domine, non sum dignus ut intres sub tectum meum, sed tantum dic verbo et sanabitur anima mea (« Seigneur, je ne suis pas digne que tu entres sous mon toit, mais dis seulement une parole et mon âme sera guérie », Mt 8, 8), il communie au corps puis au sang du Christ.

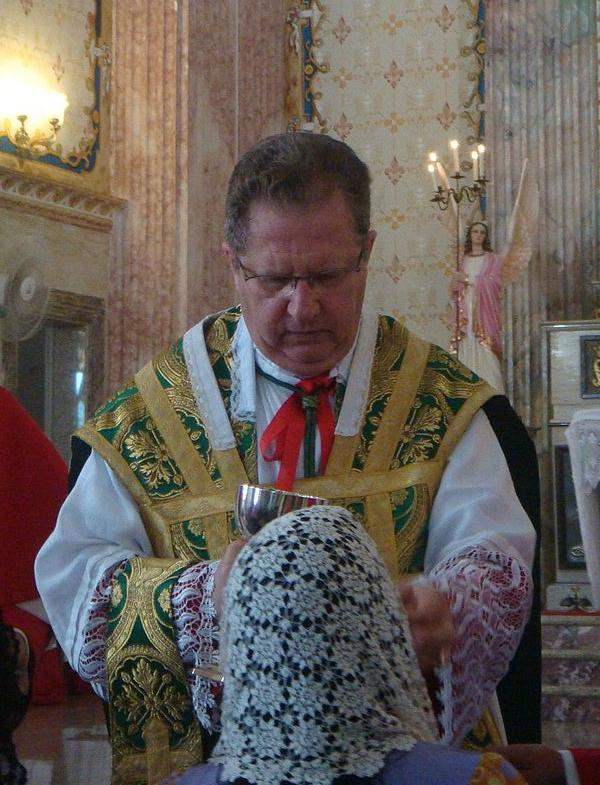
Mgr Rifan distribuant la communion ; le fidèle est agenouillé pour recevoir l'hostie dans la bouche, pratiques typiques des croyants dans l'ancienne liturgie.

Au temps de Pie V, la communion des fidèles était assez exceptionnelle, et faisait l’objet d’un ordo administrandi sacram communionem intra missam séparé de l’ordo missæ, venant en complément à la communion du célébrant. L’organisation de cet ordo est la suivante : pendant la préparation, le servant récite le Confiteor au nom des communiants (ceux-ci peuvent se préparer de même à la communion). En 1962, ce Confiteor a été supprimé. L’ordo missæ, qui ne contenait pas l’« ordo administrandi », n’a pas été touché par ce changement. Certaines paroisses faisaient toujours réciter le Confiteor. Le célébrant se rend côté Évangile et se tourne vers l’assemblée (en faisant attention à ne pas tourner le dos au Saint Sacrement) pour dire le Misereatur et l'Indulgentiam. Puis les fidèles récitent à leur tour trois fois l’invocation Domine, non sum dignus.
La nécessité d'une communion fréquente a souvent été réaffirmée par le magistère dès la fin du XIXe siècle, et la pratique s'en est généralisée au fil du XXe siècle. Elle était alors considérée comme une action séparée de l'assistance à la messe : « Quant à la communion, on peut la recevoir avant la messe, après la messe ou au milieu de la messe ... [un certain] docteur en théologie et auteur d'un livre sur la messe ... conseille de communier avant la messe et d'offrir celle-ci en action de grâce ... La communion apparaît comme une dévotion privée sans lien spécial avec la messe ».
Pendant le rite de communion et l’action de grâce, la chorale exécute le « chant de communion », antienne qui accompagnait le chant d’un psaume dans les premiers temps de l’Église.
Le prêtre proclame ensuite la prière après la communion (ou « postcommunion ») demandant à Dieu que cette rencontre avec son Fils soit réellement profitable.
Le prêtre renvoie alors l’assemblée par la formule qui a donné son nom à la messe : Ite, missa est veut dire littéralement « allez, c'est l'envoi » (l'expression est sans doute à l'origine du terme « messe »), ce à quoi l'assemblée répond : Deo gratias, ce qui signifie « nous rendons grâce à Dieu ». Puis il bénit l’assemblée. Cette bénédiction était historiquement celle du célébrant se rendant à la sacristie, qui a fini par être incorporée dans le rite de la messe.
Le dernier évangile, qui a été supprimé en 1965, est fixé relativement récemment, au XVIe siècle : c’est habituellement le prologue de saint Jean qui est lu, même si en certaines occasions, ce peut être un autre évangile (en particulier le Jeudi saint ou le jour de Noël). Il apparait au XIe siècle, lorsque, par piété, les fidèles réclament la lecture d’un dernier passage d’évangile à leur curé. Cette habitude se développe au cours des siècles suivant, et est fixée définitivement par saint Pie V.

## Le bréviaire et l'office
L'office, ou la célébration des heures canoniales, est la prière publique de l’Église à laquelle tout clerc doit participer, soit en communauté, soit en privé. Un prêtre n’est dispensé de dire chaque jour son bréviaire qu’en cas de maladie grave, d’impossibilité physique, ou d’empêchement résultant de fonctions prolongées et imprévues ; la suspense, l’interdit, l’excommunication ou la déposition ne dispensent pas du bréviaire (canon 276 § 2), en revanche la perte de l’état clérical (canon 290) suspend cette obligation. Le concile Vatican II a recommandé à l’ensemble des fidèles de s’unir à cette prière officielle et perpétuelle de l’Église.
Jusque vers le XIIIe siècle, l’office divin ne se disait qu’au chœur parce qu’il exigeait un grand nombre de livres, peu portatifs à cause de leur volume. Il fallait le psautier, l’Ancien et le Nouveau Testament, l’homéliaire renfermant les écrits des Pères de l’Église, le martyrologe pour la vie des saints, l’antiphonaire donnant la suite des antiennes, l’hymnaire pour les hymnes et le collectaire pour les collectes ou oraisons.
Le bréviaire est le livre qui synthétise et regroupe l’ensemble de ces éléments, dans une version adaptée au clergé séculier. Il est publié par Pie V par la bulle Quod a nobis du 7 juillet 1568. Il compte huit offices répartis sur la nuit et la journée : matines au milieu de la nuit, laudes à l’aurore, prime à la première heure du jour, tierce à la troisième heure, sexte à midi, none en milieu d’après-midi, vêpres en fin d’après-midi (au lever de l’étoile Vesper : Vénus), complies avant le coucher.
Le Breviarium romanum est légèrement modifié par le pape Clément VIII par la bulle Cum in Ecclesia, du 10 mai 1602, puis par le pape Urbain VII, par la bulle Divinam psalmodiam, du 25 janvier 1631. Le 1er novembre 1911, Le pape saint Pie X promulgue une réforme plus importante de l’élément central du Bréviaire, le psautier, par la constitution apostolique Divino afflatu.
D'autres réformes mineures ont lieu sous Pie XII et Jean XXIII. En particulier, le 5 avril 1961 est promulgué, par décret de la Sacrée congrégation des rites, un Breviarum Romanum qui est la version (dite "de 1962") utilisée par les catholiques traditionalistes.
Par le motu proprio Summorum Pontificum, Benoît XVI accorde en 2007 la possibilité d’employer le bréviaire romain dans son édition de 1962 à « tous les clercs dans les ordres sacrés ». Le pape François revient sur cette disposition en 2021 avec le motu proprio Traditionis custodes qui, restreignant les libertés permises par son prédécesseur, soumet l’utilisation des livres préconciliaires à la « compétence exclusive » d’autorisation par les évêques diocésains.

## Le rituel et l’administration des sacrements
C’est en 1614, que Paul V publie le premier rituel romain, il renferme les prières et les rites employés dans l’administration des sacrements de baptême, de pénitence, d’eucharistie, d’extrême-onction et de mariage, ainsi que pour les formules des bénédictions, et les règles à observer pour les processions, les funérailles, etc. Plusieurs révisions auront lieu au cours des siècles, en particulier sous le pape Benoît XIV. La dernière version dite « tridentine » date de Pie XI. Le motu proprio Summorum Pontificum, dans son article 9 accorde l'emploi du rituel romain dans son édition en vigueur sous Jean XXIII, à la disposition du curé « s’il juge que le bien des âmes le réclame ». Le rituel latin — français de 1947 — permet un large usage du vernaculaire dans la célébration des sacrements et sacramentaux.

## Emploi moderne
À la faveur du travail effectué par le mouvement liturgique entre 1850 et 1950, l’idée se fait jour d’une réforme générale de la liturgie catholique romaine. Cet effort de réflexion trouve son achèvement par la constitution Sacrosanctum concilium du concile Vatican II, publiée en 1963, qui promeut une certaine simplification des rites pour atteindre plus exactement l’essence de la liturgie. En 1970, le pape Paul VI publie la première édition typique du rite romain rénové.
Cet aggiornamento de la liturgie et plus encore sa mise en œuvre furent critiqués à l’époque. La principale critique étant que ces livres restaurés ne s’inscrivent plus dans le « développement organique » de la liturgie. Les protestations contre les abus liturgiques multiples accomplis au nom du concile vont reprendre cet argument. Des théologiens et liturgistes, tels le père Louis Bouyer dès 1968 dans La Décomposition du catholicisme ou le cardinal Joseph Ratzinger dans L’Esprit de la liturgie en 2001, vont s’élever face à ces abus qui, pour eux, ne peuvent se prétendre héritiers du concile.
Les opposants à la réforme liturgique de 1969 furent d'abord des prêtres de paroisse qui gardèrent les anciens usages liturgiques. Un peu plus tard un Mgr Lefebvre et d'autres prêtres, dénoncent le caractère « équivoque » de la nouvelle liturgie promulguée par Paul VI, qui serait, selon eux, susceptible de permettre une interprétation protestante de la messe. Ils reprochent notamment à la réforme liturgique d’avoir affaibli et obscurci la conception traditionnelle de la messe — tel que son caractère sacrificiel par exemple — afin de faciliter le dialogue avec les communautés protestantes. De ce point de vue, la modification de la liturgie est symptomatique d’une volonté de changement à l'époque post-conciliaire. Marcel Lefebvre déclare : « On ne peut modifier profondément la lex orandi sans modifier la lex credendi. À messe nouvelle correspond catéchisme nouveau, sacerdoce nouveau, séminaires nouveaux, universités nouvelles, Église charismatique, pentecôtiste, toutes choses opposées à l’orthodoxie et au magistère de toujours. » Pour les mouvements proches de la Fraternité sacerdotale Saint-Pie-X, la réforme liturgique n’est donc pas acceptable, car elle n’a pas seulement touché aux formes du culte mais aussi à son essence.
En France, en Suisse, en Allemagne et, dans une moindre mesure d'autres pays, se manifeste une résistance à la réforme liturgique. Résistance qui deviendra ensuite le « combat pour la messe ». Parmi les sociétés de prêtres « traditionalistes » utilisant les formes tridentines on trouve la Fraternité sacerdotale Saint-Pie-X, en rupture de communion avec Rome depuis 1988 et l’excommunication de son supérieur à l’occasion des sacres d’évêques sans mandat pontifical, puisqu’elle refuse de se soumettre à l’exercice de son magistère ordinaire. On trouve aussi une multitude d’instituts et mouvements agissant au sein de l’Église dans le cadre du motu proprio Ecclesia Dei.

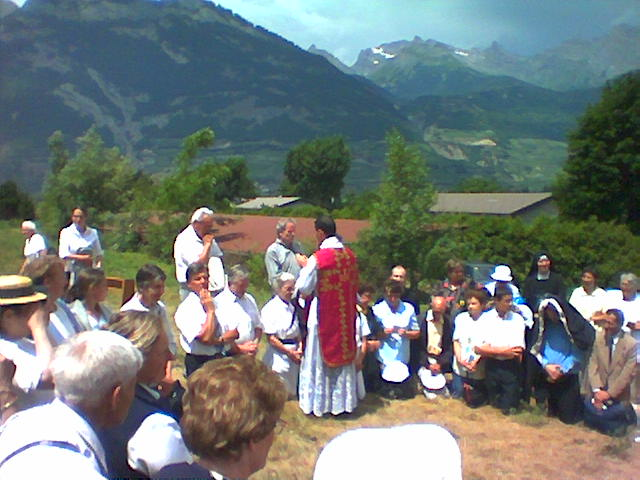
Bénédiction traditionnelle.

Dès 1971, en Angleterre, par l'indult Agatha Christie, le Saint-Siège permet la pratique du rite tridentin, dans certaines conditions. Cet indult est étendu à l’Église universelle par la lettre Quattuor abhinc annos de 1984 puis, à la suite de la consécration d’évêques sans l’accord pontifical au sein de la Fraternité Saint-Pie-X, par le motu proprio Ecclesia Dei en 1988.
Depuis 2021, dans l'Église catholique, l'usage de la « forme extraordinaire » est régi par le motu proprio Traditionis custodes datant de janvier 2021, abrogeant le texte précédant, Summorum Pontificum daté de 2007.

### Aspects canoniques
L’ordo de 1962 n’est plus la « forme ordinaire » du rite romain, ; il en est considéré comme la « forme extraordinaire ». D'abord une simple concession, soumise au bon vouloir de l'évêque, initialement accordée à la suite de la lettre Quattuor abhinc annos et du motu proprio Ecclesia Dei en 1988, l'usage du rite ancien selon les livres de Jean XXIII a été complètement libéralisé par le motu proprio Summorum Pontificum en 2007.
L’usage de cette forme ancienne du rite romain au titre de l’indult a aussi été accordé à des sociétés sacerdotales comme la Fraternité sacerdotale Saint-Pierre (en septembre 1988), et pour la première fois en tant que « rite exclusif » à l’Institut du Bon-Pasteur, érigé en société de vie apostolique de droit pontifical le 8 septembre 2006. Pour les prêtres de ces sociétés, la dispense résulte de leur appartenance même à la communauté ; ils sont donc tenus de célébrer leurs messes suivant les livres liturgiques tridentins. « Enfin, aux membres de cet Institut, elle confère le droit de célébrer la liturgie sacrée, en utilisant, et vraiment comme leur rite propre, les livres liturgiques en vigueur en 1962, à savoir le missel romain, le rituel romain et le pontifical romain pour conférer les ordres, et aussi le droit de réciter l’office divin selon le bréviaire romain édité la même année. »
De nos jours, la célébration privée (messe sans le peuple) selon l'ordo de 1962 est permise à tout prêtre de rite latin. La célébration publique selon l'ordo de 1962 peut être effectuée avec l'accord du curé (ou recteur du lieu) « dans les paroisses où il existe un groupe stable de fidèles attachés à la tradition liturgique antérieure ». Les instituts de vie consacrée et les sociétés de vie apostolique peuvent choisir le missel de Jean XXIII pour leur célébration conventuelle ou communautaire.
En France, 90 diocèses métropolitains et ultra-marins sur 103 (chiffre de novembre 2012) donnent la possibilité d'assister à la liturgie traditionnelle avec l'autorisation de l'évêque diocésain ; toutes catégories confondues, les catholiques assistant régulièrement à la messe dans le rite tridentin représentent environ 100 000 fidèles. En Belgique, sept diocèses font de même, cinq diocèses en Suisse, le diocèse de Luxembourg, 160 diocèses aux États-Unis sur les 178 de rite latin (novembre 2012), etc. La messe et l’office tridentin sont également célébrés dans plusieurs abbayes et communautés religieuses, entre autres à Fontgombault, à Randol ou au Barroux.

### Ordo ancien et autorité liturgique
Afin de disposer d’une référence, c’est « par définition » la dernière édition de 1962 qui est retenue comme norme de la forme traditionnelle de la messe. « Dans la célébration des sacrements, les livres liturgiques approuvés par l’autorité compétente seront fidèlement suivis ; c’est pourquoi personne n’y ajoutera, n’en supprimera ou n’y changera quoi que ce soit de son propre chef. » (Canon 846).
Pour ce qui est de la lettre, par nature, les rubriques de l’ordo de 1962 sont ce qu’elles étaient en 1962, et ne sont pas actualisées. Cependant, pour que cette « forme liturgique et disciplinaire antérieure » puisse être utilisée dans une célébration liturgique vivante et manifestant la « communion ecclésiale », l’application du motu proprio impose de facto des adaptations.
Même réalisée sous sa forme traditionnelle, la liturgie reste soumise à l’autorité qu’a l’Église sur la pratique des sacrements. « Les sacrements étant les mêmes pour l’Église tout entière et faisant partie du dépôt divin, il revient à la seule autorité suprême de l’Église […] de fixer ce qui a trait […] au rite à observer dans leur célébration. » (Canon 841). Quand l’Église prescrit une nouvelle règle à observer pour la liturgie romaine, il faut déterminer s’il est nécessaire, pour respecter la dérogation accordée en faveur de la liturgie ancienne, de déroger également à cette nouvelle règle ; ou si cette nouvelle règle, par sa nature, doit également s’appliquer à la célébration suivant une liturgie traditionnelle. Dans ce dernier cas, l’ordo de 1962 ne peut pas être observé à la lettre.
Les usages liturgiques traditionnels restent sous l’autorité de l’ordinaire (l’évêque ayant juridiction sur un diocèse ou un institut ecclésiastique), qui veille à leur opportunité et « veillera à ce que des abus ne se glissent pas dans la discipline ecclésiastique, surtout en ce qui concerne le ministère de la parole, la célébration des sacrements et des sacramentaux » (Canon 392). Le motu proprio de 1988 a mis en place la commission Ecclesia Dei « pour collaborer avec les évêques locaux dans le but de satisfaire de nombreux groupes de fidèles liés à la tradition liturgique Latine qui demandent de pouvoir célébrer régulièrement la Messe dans leurs diocèses selon le rite de 1962 », c’est elle qui est l’intermédiaire entre les évêques et les congrégations romaines au sujet du rite tridentin. Le rôle de cette commission est confirmé et élargi par le motu proprio Summorum Pontificum, se voyant chargée de régler l'ensemble des difficultés associées à la célébration de l'ancienne forme de la liturgie romaine. La commission Ecclesia Dei est supprimée début 2019 par le pape François qui, considérant que les questions qui restaient ouvertes étaient principalement de nature doctrinale, en transfère les activités à la Congrégation pour la doctrine de la foi.

### Évolutions récentes de la «forme extraordinaire»
Dans son motu proprio Summorum Pontificum de juillet 2007, le pape Benoît XVI a accordé la possibilité — même avec le peuple avec la permission du curé d'une église où il y a un groupe stable de personnes attachées à la forme antérieure et sans aucun besoin de se tourner à l'évêque diocésain — de la célébration de la liturgie tridentine qui était en vigueur en 1962. Cette possibilité ne se limitait pas à la messe selon le missel de 1962, mais comprenait l'ensemble de la liturgie de la même période, incluant les autres sacrements du rituel romain (si le curé juge que le bien des âmes le recommande), la liturgie des Heures ou l’office divin selon le bréviaire romain et les autres cérémonies liturgiques du rituel romain et du cérémonial des évêques. Elle ne couvrait pas la liturgie tridentine d'autrefois, qui diffère de celle de 1962, en raison notamment des modifications introduites dans le bréviaire romain par le pape Pie X, dans la célébration de la Semaine sainte par le pape Pie XII et dans le canon de la messe (la prière eucharistique) et les rubriques générales par le pape Jean XXIII.
Dans sa lettre du 7 juillet 2007, par laquelle il a accompagné son motu proprio Summorum Pontificum, le pape Benoît XVI a déprécié l'usage du terme « rite » en relation à cette forme de la liturgie romaine : « La dernière version du Missale Romanum, antérieure au Concile [Vatican II], qui a été publiée sous l’autorité du Pape Jean XXIII en 1962 et qui a été utilisée durant le Concile, pourra en revanche être utilisée comme Forma extraordinaria [Forme extraordinaire] de la célébration liturgique. Il n'est pas convenable de parler de ces deux versions du missel romain comme s'il s'agissait de « deux rites ». Il s'agit plutôt d'un double usage de l'unique et même rite.

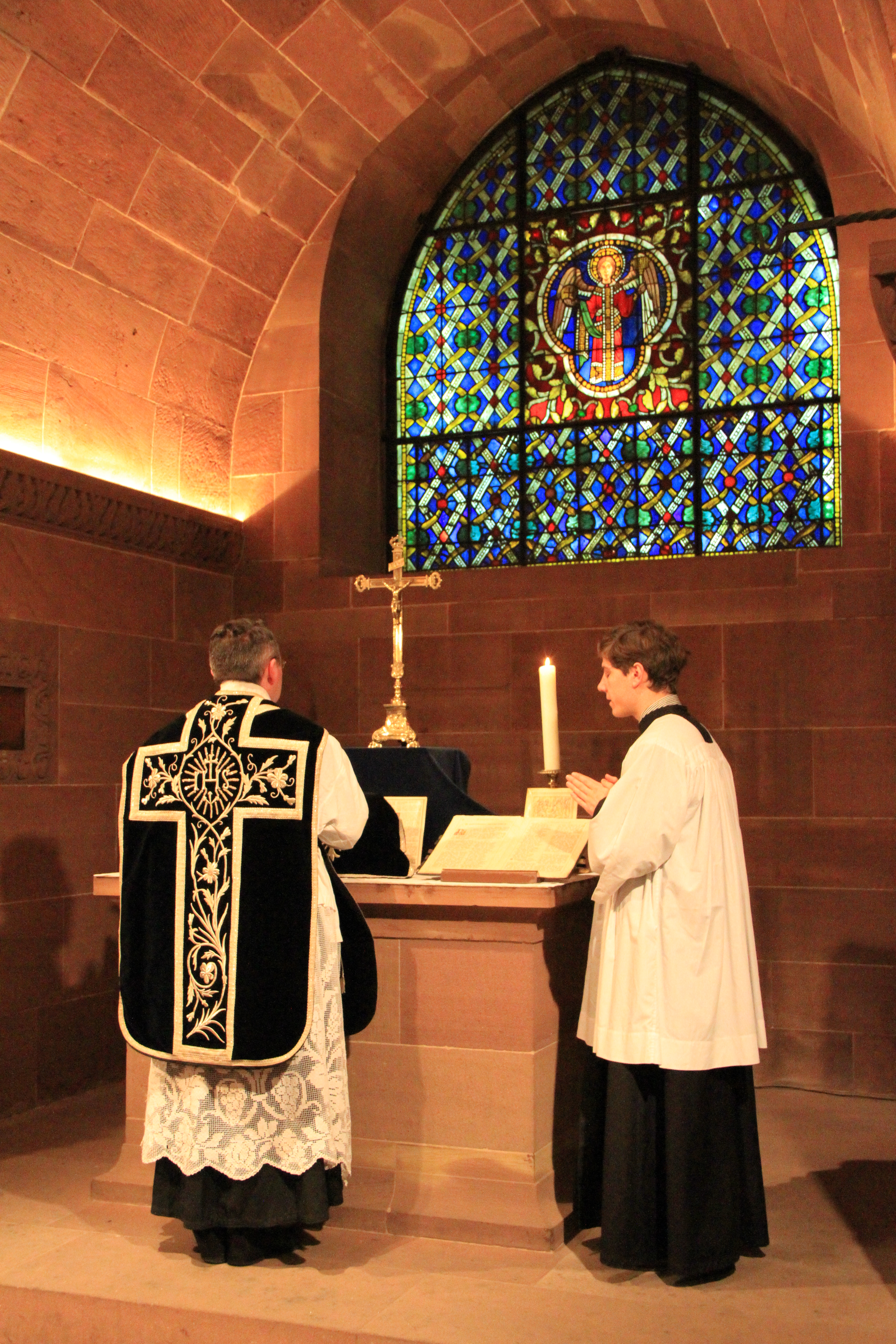
Messe de Requiem selon la forme extraordinaire dans la crypte de la cathédrale Notre-Dame de Strasbourg, 2013.

Le 16 juillet 2021, le pape François, par le motu proprio Traditionis custodes, annule les concessions de son prédécesseur et déclare que les livres liturgiques promulgués par Paul VI et Jean-Paul II, conformément aux décrets du concile Vatican II, sont la seule expression de la lex orandi du rite romain ; il ajoute qu'il est de la compétence exclusive de l'évêque diocésain d'autoriser l'utilisation du Missale Romanum de 1962 dans son diocèse, en suivant les directives du siège apostolique.

#### Assemblée et langue vernaculaire
Les pratiques actuelles de la messe tridentine sont le fruit du mouvement liturgique : là où il a eu une forte influence (France, Belgique, Allemagne), la liturgie se vit avec une plus grande participation des fidèles.
Dans la première moitié du XXe siècle, le mouvement liturgique a beaucoup œuvré pour une meilleure participation de l’assemblée à la liturgie. La pratique de 1962 reflète déjà très largement ces efforts pour une participation accrue de l’Église militante. Les « paroissiens romains » (missel de poche à l’usage des fidèles) de cette époque (en particulier le missel quotidien et vespéral Dom Lefebvre) reflètent cet effort pour la liturgie, mais ces évolutions ne sont en toute rigueur pas inscrites dans le missel de référence, qui ne les incorporera définitivement que dans sa réforme de 1969.
Certaines pratiques ont parfois été introduites avec l'aval de Rome dès le début du XXe siècle dans la messe pour faciliter la participation de l’assemblée. Elles sont devenues plus nombreuses après le Concile Vatican II : le chant du Pater par tous, la lecture de la Secrète à voix haute, chanter la doxologie finale, et donner les lectures dans la langue de l’assemblée. Ces aménagements, ne dénaturant pas le rite, dans la mesure où ils ne touchent pas au symbolisme et n’affectent pas la dignité de la cérémonie, étaient parfois permis ou tolérés par les évêques même sans avoir reçu l'accord de l'autorité romaine. L'instruction sur la liturgie Inter œcumenici en 1964, puis la réforme de l'ordo missæ en 1965 vont officialiser ces changements.
En ce qui concerne les lectures, l’usage de doubler les lectures latines par des traductions vernaculaires était admis, comme le confirme la lettre du Saint-Office du 17 octobre 1956 sur ce sujet, et la suppression du latin au profit de la langue de l’assemblée pour les lectures a été autorisée par une ordonnance de l’épiscopat français le 14 janvier 1964. L'article 6 du motu proprio Summorum Pontificum, précise que les lectures peuvent à présent être faites en langue vernaculaire, « utilisant des éditions reconnues par le Siège apostolique » — ce qui est le cas, a priori, du lectionnaire officiel édité dans la langue vernaculaire. L'article 26 du texte d'instructions Universæ Ecclesiæ précisera le sens de cette permission : « les lectures de la Sainte Messe du Missel de 1962 peuvent être proclamées soit seulement en latin, soit en latin puis dans la langue du pays, soit même, dans le cas des Messes lues, seulement dans la langue du pays », excluant donc la suppression de la proclamation latine des lectures aux cérémonies chantées.

#### Intégration du calendrier liturgique

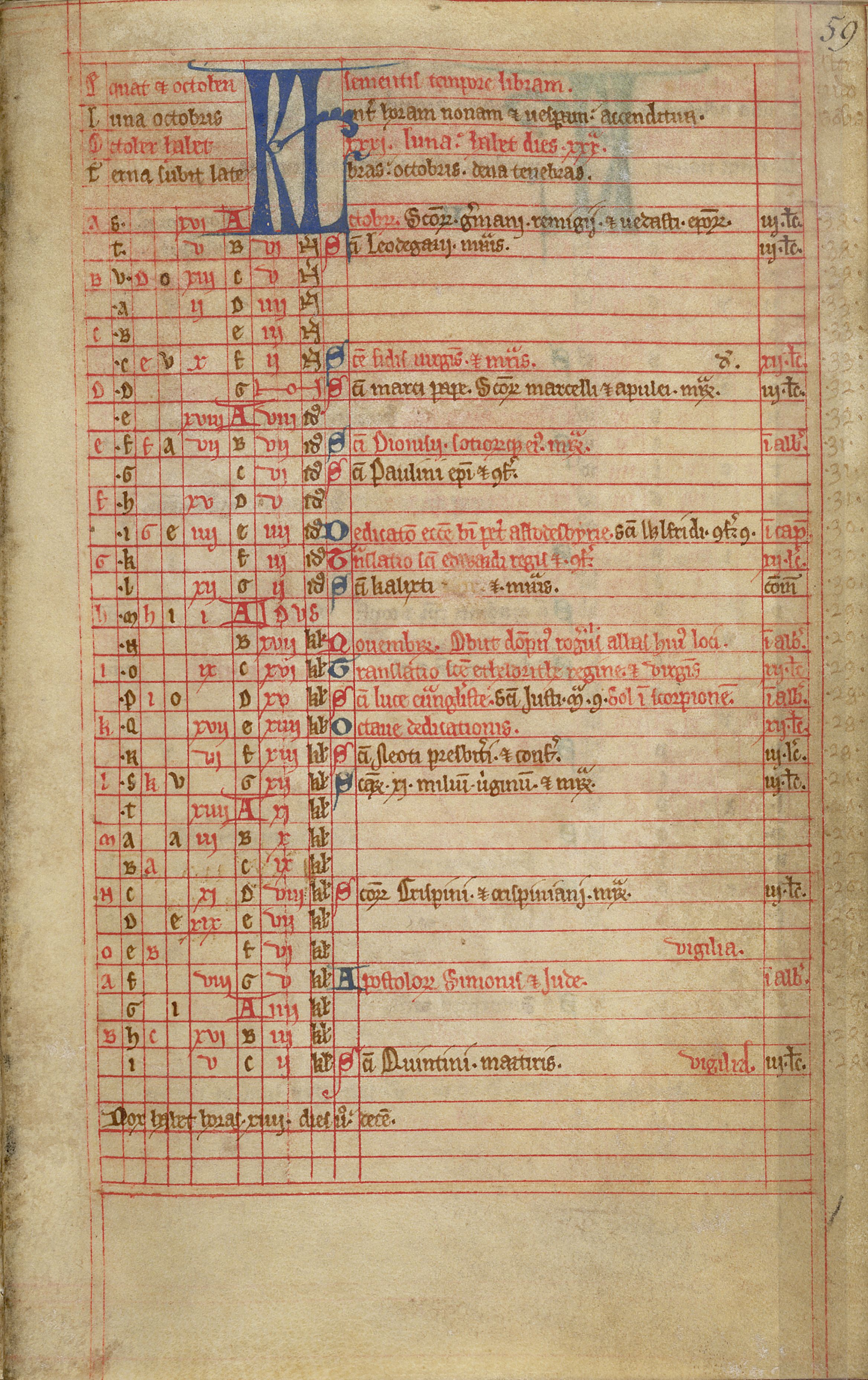
Calendrier du mois d'octobre de l'abbaye d'Abbotsbury, folio 59r (XIIIe siècle), British Library.

Dans le cadre normal de la célébration selon les livres de 1962, le calendrier liturgique utilisé est celui établi par le « code des rubriques » publiés par Jean XXIII en 1960. Celui-ci n’a bien évidemment pas pu prendre en compte certaines nouvelles fêtes, ou changement de statut de certains saints. Ainsi Padre Pio n’est pas dans les livres de 1962, de même que sainte Thérèse de Lisieux n’est pas encore docteur de l’Église.
La règle initiale, jusqu'au motu proprio Summorum Pontificum de 2007, était celle établie par la lettre apostolique Quattuor abhinc annos en 1984 « On ne devra faire aucun mélange entre les textes et les rites des deux missels. ». En pratique, les textes des messes propres de saint Padre Pio ou saint Maximilien Kolbe ne sont pas inscrits dans les missels en usage dans les paroisses de rite tridentin, et ils ne sont pas mentionnés dans les calendriers liturgiques qui y sont employés. Cependant, les textes propres publiés par la Congrégation pour le culte divin peuvent théoriquement être utilisés avec l’ordinaire tridentin, car ils ne sont pas dédiés à un ordo missæ.
En 2007, la lettre d'introduction au motu proprio Summorum Pontificum annonce que cette question devra être étudiée par la commission pontificale Ecclesia Dei : « dans l'ancien missel pourront et devront être insérés les nouveaux saints, et quelques-unes des nouvelles préfaces. » En 2008, la commission pontificale Ecclesia Dei a répondu à une question de la Conférence épiscopale d'Angleterre et Galles à propos des fêtes liturgiques et d'obligation, en posant le principe que les fêtes d'obligation doivent être communes à tous les catholiques de rite romain, quelle que soit la forme liturgique utilisée. De l'autre coté le droit d'utiliser les livres liturgiques de 1962 comprend le droit d'employer le calendrier intrinsèque à ces livres liturgiques. Là où la Conférence épiscopal a transféré certaines fêtes d'obligation au dimanche suivant, il est également légitime de célébrer la messe et l'office de ces fêtes aux jours prescrits selon le calendrier 1962 sans obligation de assister à la messe ces jours-là. Conformément aux Rubricae Generales Missalis Romani de 1962, il convient de célébrer la solennité extérieure de ces jours saints le dimanche auquel ils ont été transférés par la Conférence épiscopale,.